# Биологична термодинамика
Биологичната термодинамика е количественото изследване на енергийните трансдукции, които се срещат в или между живите организми, структури и клетки и на характера и функцията на химичните процеси, които стоят в основата на тези трансдукции. Биологичната термодинамика може да отговори на въпроса дали ползата, свързана с която и да е конкретна фенотипна особеност, струва материалното вложение в енергия, които тя изисква.

## История
Германско-британският лекар и биохимикът Ханс Кребс в книгата му от 1957 г. „Energy Transformations in Living Matter“ (написана с помощта на Ханс Корнберг) е първата голяма публикация за термодинамиката на биохимичните реакции. В допълнение, приложението съдържа първите термодинамични таблици, създадени от Кенет Бъртън, които съдържат равновесни константи и заедно с величината Свободна енергия на Гибс от формации на химически компоненти, способни да изчислят биохимичните реакции, които все още не са се появили.
Неравновесната термодинамика се прилага, за да обясни как биологичните организми могат да се развият от безредието на физическата материя. Иля Пригожин разработва методи за термодинамично третиране на такива системи. Той нарича тези системи дисипативни системи, защото те се формират и поддържат от разсейвателните процеси, които обменят енергия между системата и нейната среда и защото те изчезват, ако този обмен престане. Може да се каже, че те живеят в симбиоза със своята среда. Енергийните трансформации в биологията са зависими главно от фотосинтезата. Общата енергия влязла от фотосинтезата в зелените растения от слънчевата радиация е около 2 х 1023 джаула енергия годишно. Годишната енергия поета от фотосинтезата в зелените растения е около 4% от общата слънчева светлина, която достига до Земята. Енергийните трансформации в биологичните общности около хидротермални комини са изключения; те окисляват сярата и получават енергията си чрез хемосинтеза, а не чрез фотосинтеза.